# Inder Kumar Gujral

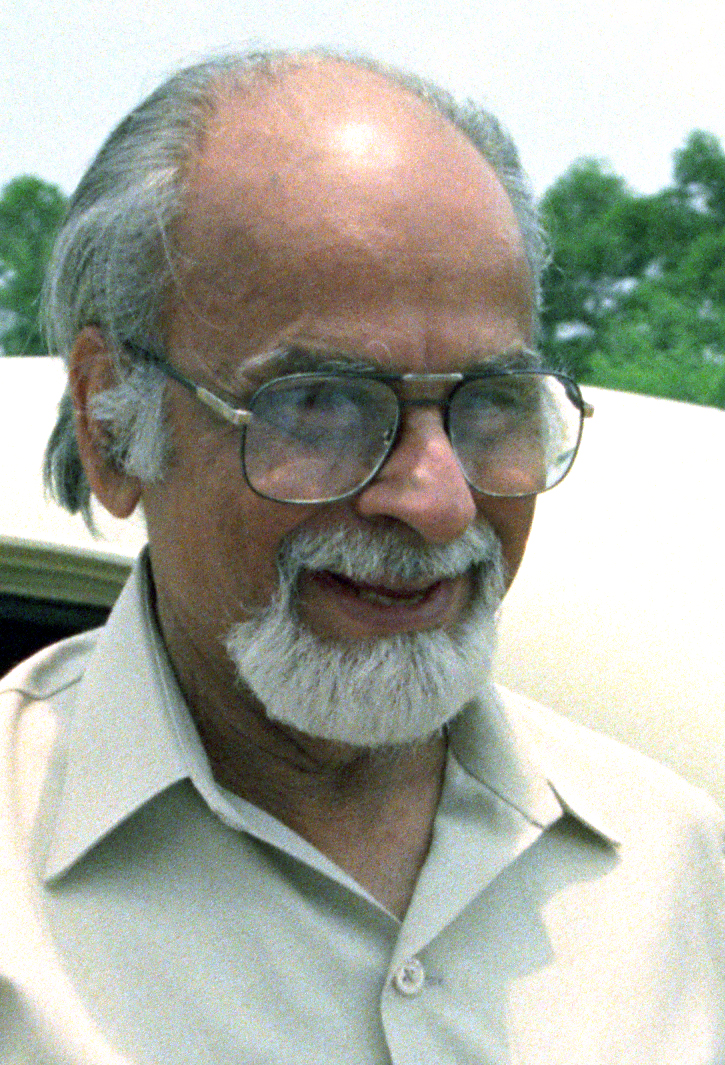
Inder Kumar Gujral (1997)

Inder Kumar Gujral (इंद्र कुमार गुज़राल Indr Kumār Guzrāl) (* 4. Dezember 1919 in Jhelam, heute zu Pakistan; † 30. November 2012 in Neu-Delhi) war ein indischer Politiker und vom 21. April 1997 bis zum 19. März 1998 Premierminister von Indien für die Partei Janata Dal.
1942 wurde er als Mitglied der indischen Freiheitsbewegung inhaftiert. Vor seiner Amtszeit als Premierminister hatte er verschiedene Posten im Kommunikations-, Informations-, Bau-, Entwicklungs- und Außenministerium für die Kongresspartei.  Er prägte während seiner Amtszeit den Begriff der Gujral-Doktrin, die besagte, dass Indien in den Beziehungen zu seinen asiatischen Nachbarländern Zugeständnisse im Sinne einer besseren Zusammenarbeit machen solle.
Sein Bruder ist der Künstler Satish Gujral.

## Veröffentlichungen
- I. K. Gujral: Matters of Discretion: An Autobiography, Hay House, India, 519 pages, Feb. 2011. ISBN 978-93-8048-080-0. Distributors: Penguin books, India. (Die einzige Autobiographie eines indischen Premierministers)